# Salem Ilese
Salem Ilese (ur. 19 sierpnia 1999) – amerykańska wokalistka popowa. W 2020 roku jej utwór pt. Mad at Disney był kilkukrotnie notowany na liście Billboard Global 200, docierając do 67. miejsca; w następnym roku utwór otrzymał status złotej płyty.